# Пирогенный диоксид кремния
Пирогенный диоксид кремния — коллоидный диоксид кремния (SiO2), очень легкий микронизированный порошок с выраженными адсорбционными свойствами. «Аэросил» — это торговое название первоначального разработчика — немецкой химической компании «Evonik Degussa AG». Техническое название — пирогенная двуокись кремния.
Получают взаимодействием газообразного четыреххлористого кремния с парами воды.
Пирогенная двуокись кремния — ценный наполнитель для каучуков (особенно силиконовых). Кроме того, её применяют для приготовления различных смазок, красок и лаков, для стабилизации суспензий. Её загущающую способность используют при получении гелей для мазевых основ. Адсорбционные свойства используют с целью стабилизации сухих экстрактов (уменьшается их гигроскопичность). В порошках применяют при изготовлении гигроскопичных смесей и как диспергатор. В фармацевтической промышленности применяется в качестве противослеживающего (опудривающего) вещества. Также применяется в составе электролитов, как белая сажа.
Материал традиционно используют в фармации также для стабилизации суспензий и линиментов, в качестве загустителя мазевых основ. Он входит в состав композиции пломбировочных материалов, снижает гигроскопичность сухих экстрактов, замедляет выход БАВ из различных лекарственных форм; в качестве пищевых добавок и сорбента, а также матриц для создания лекарственных форм с заданными свойствами — так как нет кристаллической структуры (аморфен) — безопасен.